# 독일국영철도 (동독)
독일국영철도(Deutsche Reichsbahn, DR, German Reich Railways)는 동독 국유의 철도였다. 독일의 재통일 이후 1994년 1월 1일까지 존재했다.
동독에서는 1937년 독일국영철도라는 이름이 부여되고
서독에서는 독일연방철도(DB)가 뒤를 이었지만, 이 두 회사는 1994년 이후 합병되어 현재의 독일철도가 설립되기에 이르렀다.

## 같이 보기
- 베를린 S반
- 인터플루크